# 독룡
"독룡"은 한국에서 제작된 장진원 감독의 1971년 영화이다. 방수일 등이 주연으로 출연하였고 박원석 등이 제작에 참여하였다.

## 출연

### 주연
- 방수일
- 정홍